# Jaroslav Mattuš
Jaroslav Mattuš (9. ledna 1867 Mladá Boleslav – 22. prosince 1919 Podolí) byl český a československý politik a poslanec Revolučního národního shromáždění za Českou státoprávní demokracii, respektive za z ní vzniklou Československou národní demokracii. Aktivně sportoval a propagoval sport; po roce 1908 zastával funkce v SK Slavia Praha.

## Biografie
Narodil se 9. ledna 1867 v Mladé Boleslavi jako syn staročeského politika a starosty města Karla Mattuše. Po absolvování mladoboleslavského gymnázia a pražské právnické fakulty se věnoval soudní praxi v Ústí nad Labem, Bílině a Praze. Dosáhl titulu rady zemského soudu.
Od mládí byl veřejně činný, nejprve ve studentských spolcích (zejména v Akademickém čtenářském spolku). Byl aktivním sportovcem a sportovním organizátorem. Navzdory slabozrakosti cvičil v Sokole, věnoval se horské turistice a lyžování. Zalíbil si i fotbal; roku 1907 byl zvolen do výboru SK Slavia Praha, později se stal místostarostou a nakonec starostou klubu. Měl velký respekt; když se musel pro zaneprázdněnost této funkce vzdát, byl z vděčnosti jmenován čestným předsedou. Sport podporoval i v pražské městské radě.
V meziválečném období byl členem národně demokratické strany. Za její předchůdkyni byl roku 1906 zvolen do sboru obecních starších a později do městské rady v Praze. V roce 1910 neúspěšně kandidoval v doplňovacích volbách na Říšskou radu za staročeskou stranu.
Po vzniku ČSR zasedal v Revolučním národním shromáždění za Českou státoprávní demokracii, respektive za z ní vzniklou Československou národní demokracii. I zde se angažoval v podpoře turistického ruchu a sportu.
Těšil se pevnému zdraví a tělesné i duševní svěžesti. Koncem roku 1919 se ale nešťastně zranil na ruce a z infekce se vyvinul zápal plic. Zemřel na zástavu srdce v sanatoriu v Podolí u Prahy, nedlouho po smrti svého otce a jeho vrstevníka Zeithammera (na jehož pohřbu ještě promluvil). Pohřben byl do rodinné hrobky na Vyšehradě.
„Mladý Mattuš“ (jak byl přezdíván) byl oblíbený ve společnosti pro noblesu a zábavnost. Byl milovníkem hudby. Spolustraníci si jej vážili pro řečnické a debatérské schopnosti; byl pokládaný za jednoho z nejnadanějších a nejschopnějších mladších českých politiků.
V roce 1923 po něm byla pojmenována rozhledna Pancíř na Šumavě.